# Pac (dorp)
Pac ([pat͡s]; bepaalde vorm: Paci)  is een dorp in de bestuurseenheid Bytyç, in de Albanese gemeente Tropojë.
Bajram Curri